# Ismaël Touré
Pour les articles homonymes, voir Touré.
Ismaël Touré, né vers 1925 à Faranah (Haute Guinée) et mort le 8 juillet 1985 à Kindia, est une personnalité politique guinéenne. Demi-frère d'Ahmed Sékou Touré, il est ministre à plusieurs reprises.

## Biographie
Ismaël Touré est né à Faranah. il se forme à la météorologie à Paris, puis rentre en Guinée en 1950. En 1956 il siège au conseil municipal de Kankan où il dirige aussi la station météorologique. Il est élu conseiller territorial de sa préfecture natale Faranah. En 1957, il dirige l'Organisation de solidarité pour les peuples d'Afrique et d'Asie (OSPAA) lors de sa première rencontre au Caire, en Égypte.
À partir du moment où son frère, Ahmed Sekou Touré, accède à la présidence de la Guinée, devenue indépendante en 1958, Ismaël Touré fait partie, jusqu'à la fin de sa vie, de tous les gouvernements, à l'exception d'une brève éclipse en 1979. Il est ainsi successivement ministre des Postes, télégraphe et téléphone, des Travaux publics et des transports, du Développement économique, des Finances. En 1972 il est à la tête d'un super-ministère de l'Économie et des Finances, qui coiffe à la fois l'industrie, les mines, l'énergie, les banques, le développement et les travaux publics. Dans cette fonction, il signe en avril 1978 un protocole de non-agression entre les membres de la Communauté économique des États de l'Afrique de l'Ouest (CEDEAO).
Il est président du conseil d'administration responsable des fonds de solidarité avec deux vice-présidents, Mehdi Ben Barka du Maroc et Chu Tzu-chi de la République populaire de Chine

## Ligne idéologique
En 1959, il est favorable à un rapprochement avec les États-Unis et d'autres pays occidentaux, par opposition à Keita Fodéba, qui voit plus d'avantages à un alignement avec le bloc communiste. Cependant Sékou Touré conserve une position de non-alignement.

## Fin de carrière
Sékou Touré était le chef du parti centriste et Ismaël Touré était le chef du parti pro-occidental par le leader de gauche Mamadi Keïta . Ismaël Touré et Mamady Keïta ont été enfermés dans une lutte pour être nommé successeur du président.
Apres le 9e congrès du parti en 1972 a résolu le concours en faveur du centre-droit.
Ahmed Sékou Touré reste président et Louis Lansana Beavogui dirige le premier gouvernement de Guinée jusque là detenue par le président.
Ismaël Touré prend la tête du ministère de l'Économie et des Finances .

## Chute
Après la mort de son frère, le président Sékou Touré, le 26 mars 1984 aux États-Unis, Ismaël Touré se trouve en situation de rivalité avec le premier ministre Louis Lansana Beavogui. Cependant, le 3 avril 1984, c'est le colonel  Lansana Conté qui prend le contrôle par un coup d'État sans effusion de sang.
En 1985, Conté profite d'une tentative de coup d'État pour exécuter plusieurs proches de Sekou Touré, dont Ismael Touré (18 juillet 1985), Seydou Keita, Siaka Touré (ancien commandant du camp Boiro), et Moussa Diakité.